# 산남저수지
산남저수지(山南貯水池)는 경상남도 창원시 의창구 동읍 산남리에 있는 저수지이다.

## 같이 보기
- 주남저수지